# Eleições presidenciais portuguesas de 1935
As primeiras eleições presidenciais portuguesas, do Estado Novo, tiveram lugar a 17 de Fevereiro de 1935.
A institucionalização do Estado Novo com a aprovação em referendo da Constituição de 1933, previa a eleição direta do Presidente da República, para um mandato de 7 anos, renovável.
A única candidatura válida foi a do presidente Óscar Carmona, subscrita por duzentos cidadãos eleitores e assinada pelo próprio candidato perante o presidente do Supremo Tribunal de Justiça.
Como esperado, Óscar Carmona foi reeleito para um segundo mandato, apesar de já não contar com a concentração efetiva de poder que contava antes da ascensão do Presidente do Conselho de Ministros António de Oliveira Salazar.

## Resultados
| Candidato               | Candidato               | Partidos Apoiantes      | Votos   | %               |
| ----------------------- | ----------------------- | ----------------------- | ------- | --------------- |
|                         | Óscar Carmona           | União Nacional          | 653 754 | 100,00 / 100,00 |
| Votos Inválidos         | Votos Inválidos         | Votos Inválidos         | –       | –               |
| Total                   | Total                   | Total                   | 653 754 | 100,00 / 100,00 |
| Eleitorado/Participação | Eleitorado/Participação | Eleitorado/Participação | –       | –               |
| Fonte:                  | Fonte:                  | Fonte:                  | [ 3 ]   | [ 3 ]           |

Arquivo Histórico Parlamentar

### Gráfico
| Eleição de 1935 (número de votos) | Eleição de 1935 (número de votos) | Eleição de 1935 (número de votos) | Eleição de 1935 (número de votos) | Eleição de 1935 (número de votos) |
| --------------------------------- | --------------------------------- | --------------------------------- | --------------------------------- | --------------------------------- |
|                                   |                                   |                                   |                                   |                                   |
| Óscar Carmona                     | Óscar Carmona                     |                                   | 653 754                           | 653 754                           |